# 奧入瀨溪流

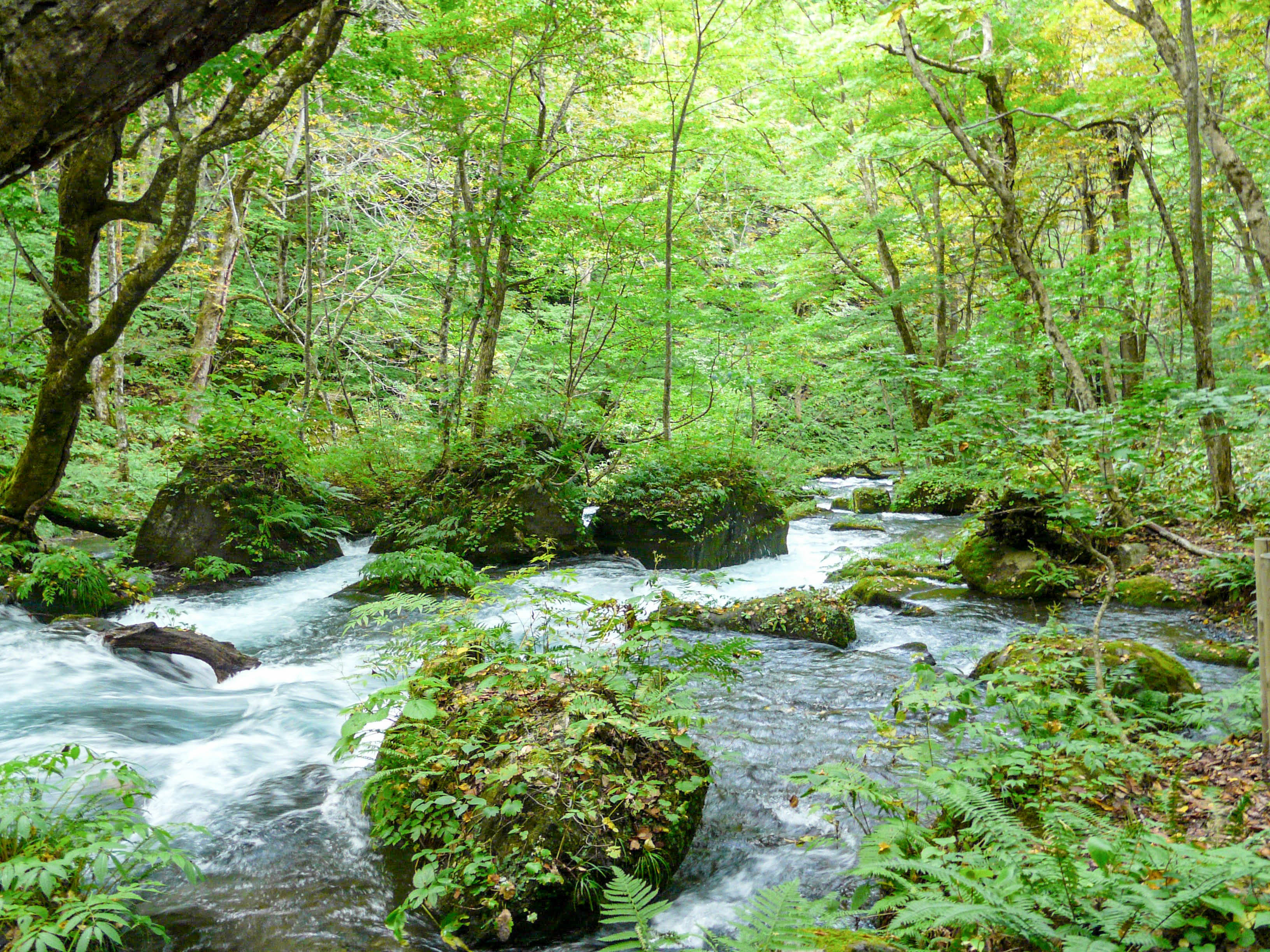
奧入瀨溪流

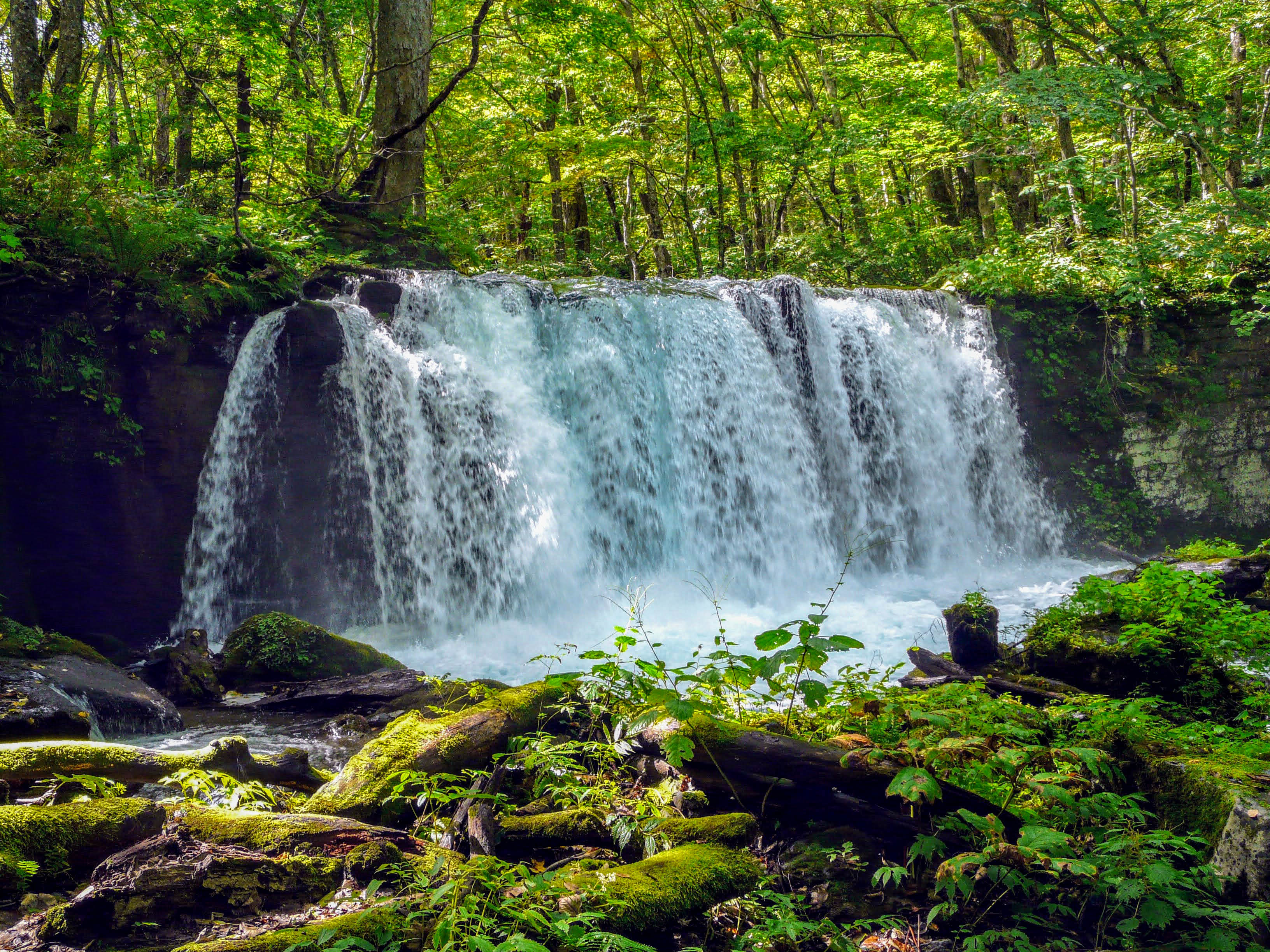
銚子大瀑布

奧入瀨溪流（日语：／）是青森縣十和田市十和田湖畔子之口到燒山之間約14公里的奧入瀨川的溪流。屬於十和田八幡平國立公園。國指定之特別名勝及天然記念物（天然保護區域）。

## 概要
二重火口湖十和田湖決堤形成的U字型溪谷。1928年（昭和3年）與十和田湖一同列為名勝及天然紀念物。1936年（昭和11年）指定為十和田國立公園（現：十和田八幡平國立公園）。1952年（昭和27年）升格為特別名勝及天然紀念物。
溪流旁有國道102號通過，其沿線的自然遊步道在新綠與紅葉時期吸引眾多觀光賞楓客前往。
上游（十和田湖子之口～雲井之流）有逆流而上的魚無法到達十和田湖的銚子大瀑布（高7公尺、寬20公尺，又名「魚止瀑布」）與落差15公尺的九段瀑布等多座瀑布，因而有「瀑布街道」之稱。中游（雲井之流～奥入瀨繞道入口）有阿修羅之流與雲井瀑布等景點。石戶下游與白銀之流右岸有廣闊的森林。下游（奥入瀨繞道入口～燒山）河面寬廣，惣邊與黃瀨有廣大的山毛欅與日本七葉樹林，燒山地區有展示奥入瀨溪流資料及販售物產的奥入瀨溪流館。

## 歷史

### 奥入瀨溪谷的形成
十和田湖是十和田火山活動所形成的火口湖。其火山活動從約20萬年前開始，約5萬5千年前至1萬5千年前噴發大量火山碎屑流，在反覆大規模噴發後，火山體中心地區開始塌陷，約1萬5千年前形成現在的十和田湖原型（噴發細節可參照十和田湖#十和田火山噴發史）。
奥入瀨溪谷原先是火山碎屑流推積物熔結凝灰岩所組成的火碎流台地，現在十和田湖水流出口「子之口」因潰堤引發大洪水，侵蝕台地形成現在的瀑布與陡峭岩壁。

### 奥入瀨開發、自然保護
1903年（明治36年），因法奧澤村村長小笠原耕一的建議，營林局青森大林區署在奥入瀨溪流沿岸闢建的林道（燒山〜子之口）竣工。1908年（明治41年），紀行作家大町桂月與雜誌《太陽》編集長鳥谷部春汀到訪奥入瀨溪流。大町桂月在《太陽》發表紀行文「奥羽一周記」。該文成功將默默無名的十和田湖、奥入瀨變成全國著名的景點。閱讀紀行文的皇太子嘉仁親王（之後的大正天皇）曾向青森縣知事武田千代三郎詢問「不能欣賞十和田湖嗎」。1912年（明治45年），武田知事在東奥日報紙發表「十和田保勝論」，指定為國立公園的機會越來越大。1913年（大正2年），武田知事刊行『十和田湖案內略』。1916年（大正5年），農林省指定十和田湖·奥入瀨溪流為風致保護林。1920年（大正9年），青森縣向內務省陳情，要求成立十和田國立公園。1923年（大正12年），在小笠原耕一的請求下，大町桂月起草十和田國立公園請願書。1928年（昭和3年），十和田湖與奥入瀨溪流成為國家指定名勝、天然紀念物。
1932年（昭和7年），十和田湖成為國立公園候補，但未能在1934年（昭和9年）成立國立公園。主要是因為農林省推動水資源發電與灌漑的「開發計畫」，與內務省成立國立公園的「自然保護」方針對立。1928年（昭和3年），農林省的三本木原開墾事業計畫，造成開發派與自然保護派的激烈對立，在知識層與居民的長年行動之下，1936年（昭和11年）成立國立公園。然而，推動自然保護的內務省與企求開發的農林省針對發電、灌漑、風致保護等三點進行討論，並於1937年（昭和12年）擬定「奥入瀨川河水統制計劃」作為利用水資源與自然保護的妥協。但隨著太平洋戰爭的爆發，電力需求提升，糧食政策強化，帶動水利用計劃的增強，1940年（昭和15年）開始興建十和田發電所，1943年（昭和18年）啟用，翌年舉行稻生川通水式。戰後，1955年（昭和30年）法量發電所、1961年（昭和36年）奥入瀨川水系蔦川的蔦發電所完工後，發電所建設事業告一段落。1960年（昭和35年）國營開墾事業也宣告結束。
1952年（昭和27年），十和田湖·奧入瀨溪流成為特別名勝。1956年（昭和31年）八幡平地區劃入國立公園，成為十和田八幡平國立公園。1961年（昭和36年）開始整備奥入瀨溪流遊步道，1975年（昭和50年）燒山〜子之口間的遊步道完工。1953年（昭和28年），十和田湖畔完成高村光太郎的銅像「少女像」，並在台座讚揚推動國立公園成立的武田千代三郎、小笠原耕一、大町桂月的功勞。

## 植生

### 溪畔林
奧入瀨溪流溪畔林的主要樹種有連香樹、日本七葉樹、水胡桃。排水良好的河岸和河岸段丘上有山毛櫸林，也可見到北日本常見的落葉闊葉樹山毛欅與水楢。日本七葉樹、春榆生長於瀑布與湧水等水量豐富、容易發生山體滑坡的地方。溪流中的沙洲上可看到遼楊、白柳、日本榿木等樹種。而輕石則有水楢、楓、杜鵑、錦帶花等生長。奥入瀨溪谷上方有廣大的山毛欅林。
奧入瀨溪流是在溪谷谷底，日照時間不長，樹木會試圖往上生長以取得更多的光線。因此，奥入瀨的樹木以喬木為主。此外，由於樹葉需要在較短的日照時間內大量接收日照，因此大徑的樹木也能有較多葉量。谷底土壤並不安定，許多樹種的樹根會托住岩石以支撐樹體。

### 林床
日本七葉樹、連香樹、水胡桃等溪畔林的林床多為蕨類。生長於排水良好且土壤穩定區域的山毛欅與水楢林床則以赤竹類為多。

### 苔、菌類
倒木、樹幹、岩石、人工物石牆與橋梁欄杆等都可見到苔蘚覆蓋。腐木上生長著多種菌類與黏菌，山毛欅樹皮有地衣生長。由於有著多種苔類，2013年（平成25年）日本蘚苔類學會將奥入瀨川的十和田湖至燒山區間的奥入瀨溪流流域列為「日本貴重的苔蘚森林」。

## 水資源的利用
十和田湖的水也用於發電和灌溉，主要是利用水路從十和田湖的青撫取水口送水至奥入瀨溪流下游的十和田發電所。十和田湖沒有大型流入河，水源來自外輪山山毛欅林的降水。水源導往十和田發電所時，也從中途奥入瀨溪流的支流取水，然而發電、灌漑、河川維持放流等使用的水量仍高於湖泊的流入量，無法避免湖面水位下降。因此，會將支流的水逆送回十和田湖以回復水位。
十和田湖的青撫取水口標高約400公尺，然而各支流取水口標高更高，因此十和田發電所限制發電時，支流的水會從水路流入十和田湖。除了每年5月至9月須維持農業用水水量外，其他時期極力避免用水，並會為了冬季電力尖峰需求與回復十和田湖水位，進行水量調整與發電。

## 景點
- 萬兩之流
- 千兩岩
- 五兩瀑布

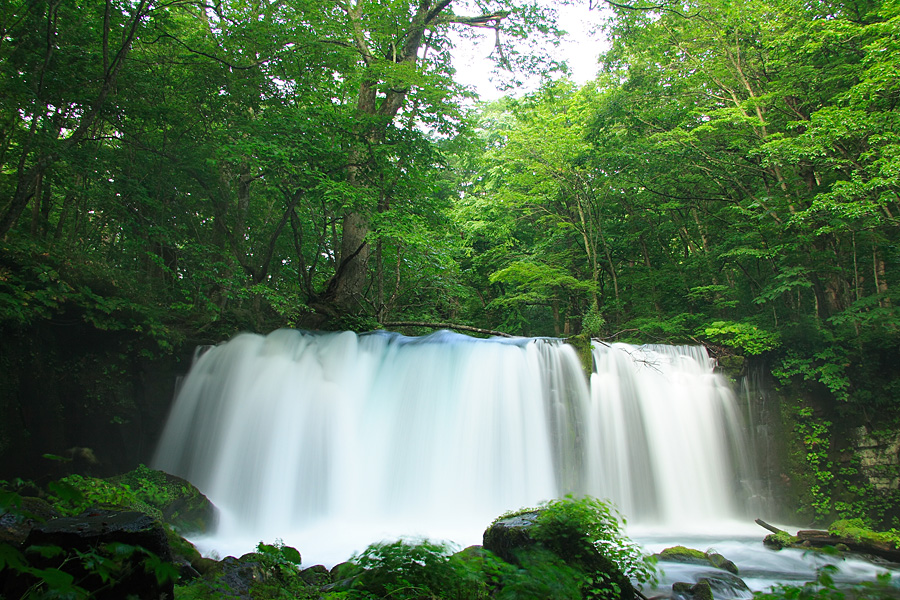
銚子大瀑布
- 寒澤之流
- 九段瀑布
- 姉妹瀑布
- 双白髮瀑布
- 不老瀑布
- 白糸瀑布
- 玉簾瀑布
- 白絹瀑布
- 岩菅瀑布
- 白銀之流
- 天狗岩
- 双龍瀑布
- 白布瀑布
- 雲井瀑布
- 飛金之流
- 昭和池
- 九十九島
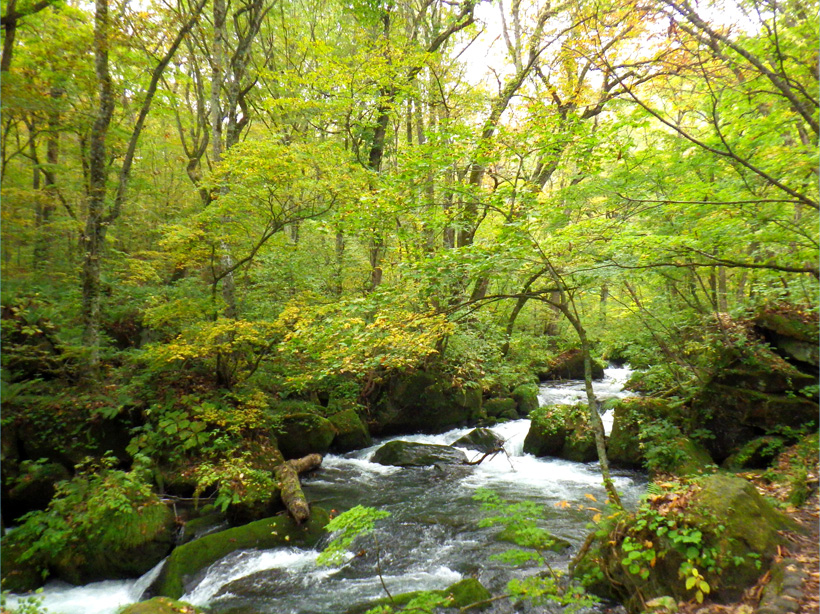
阿修羅之流
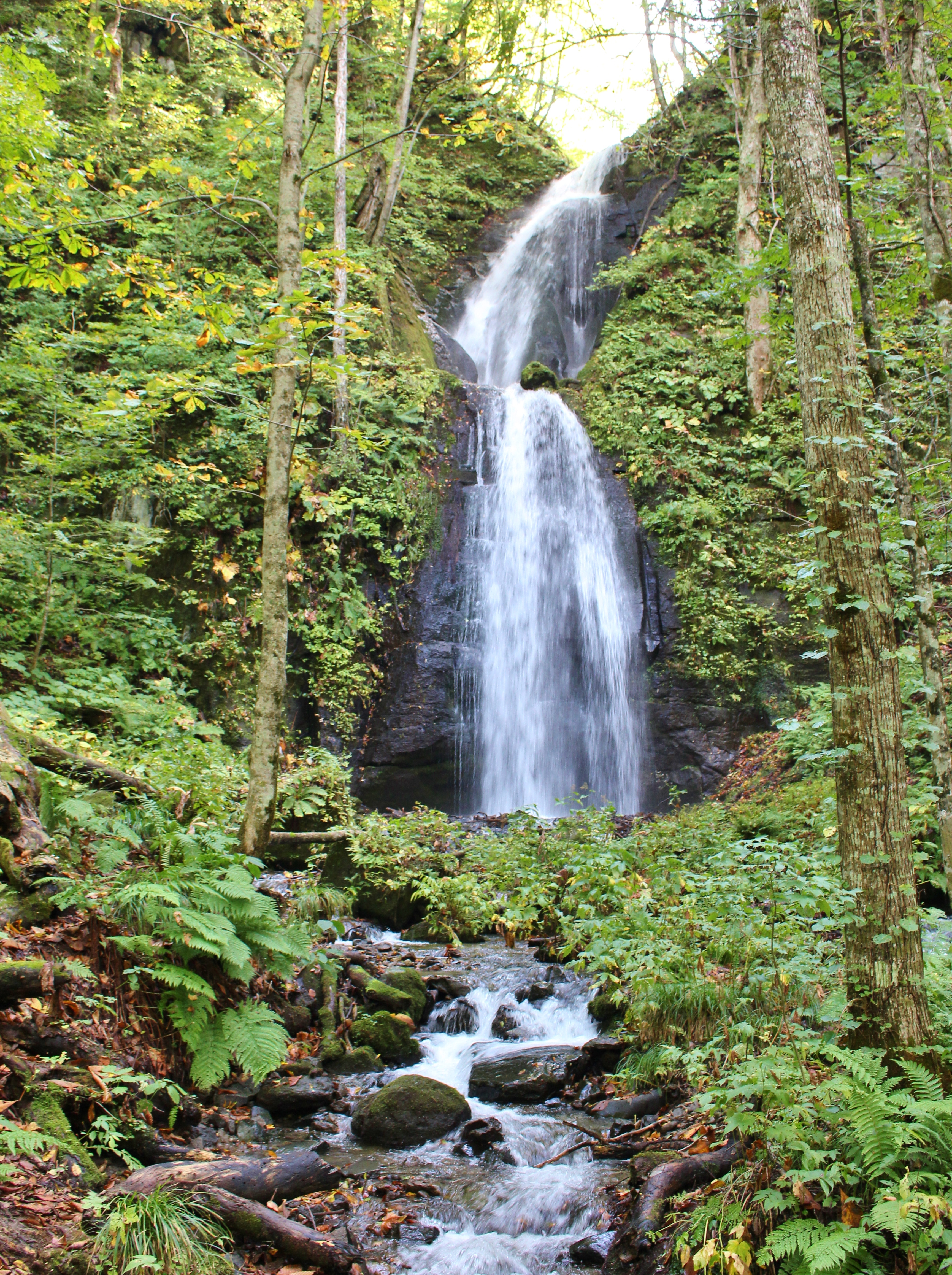
雲井瀑布
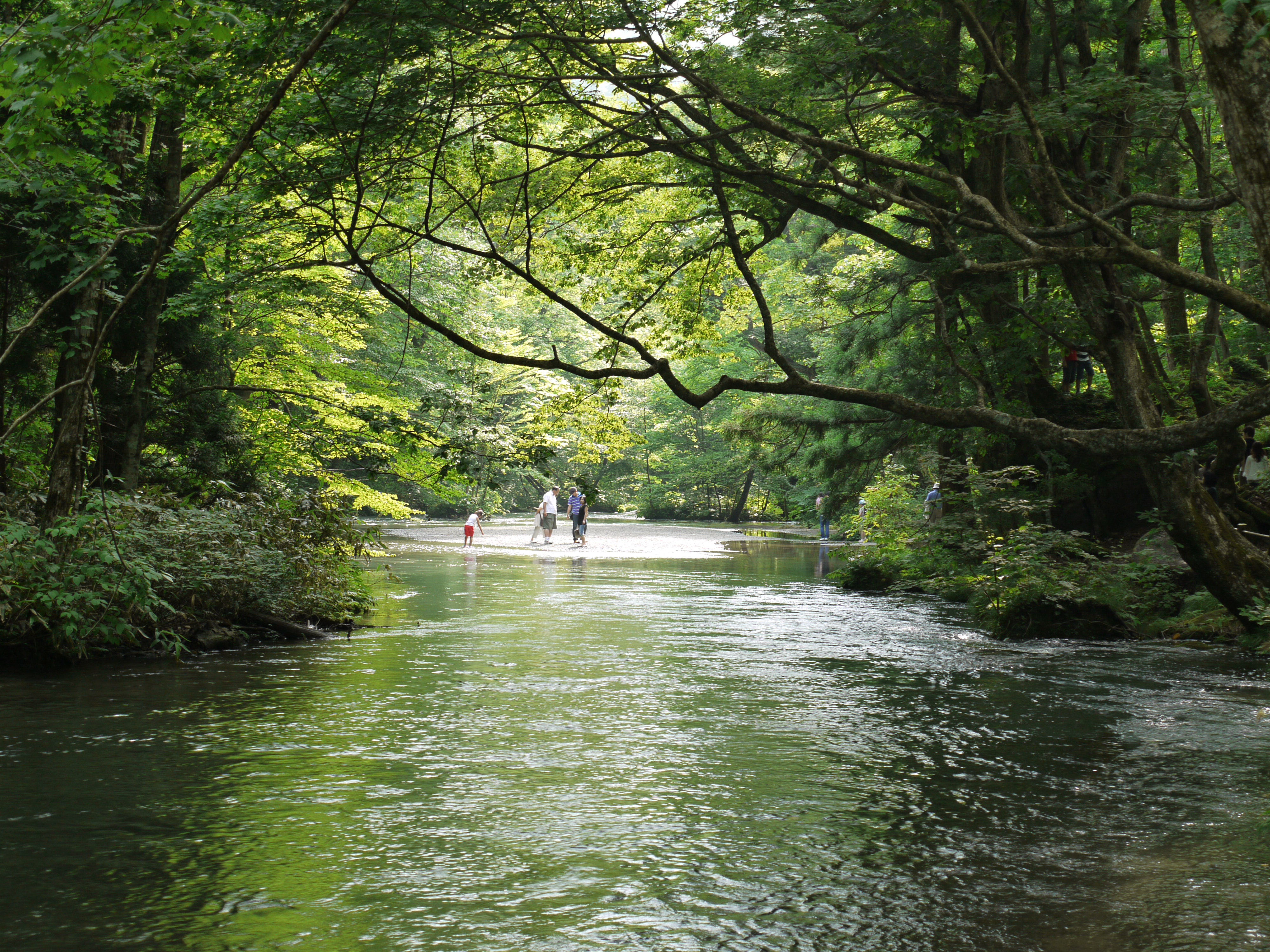
石戶
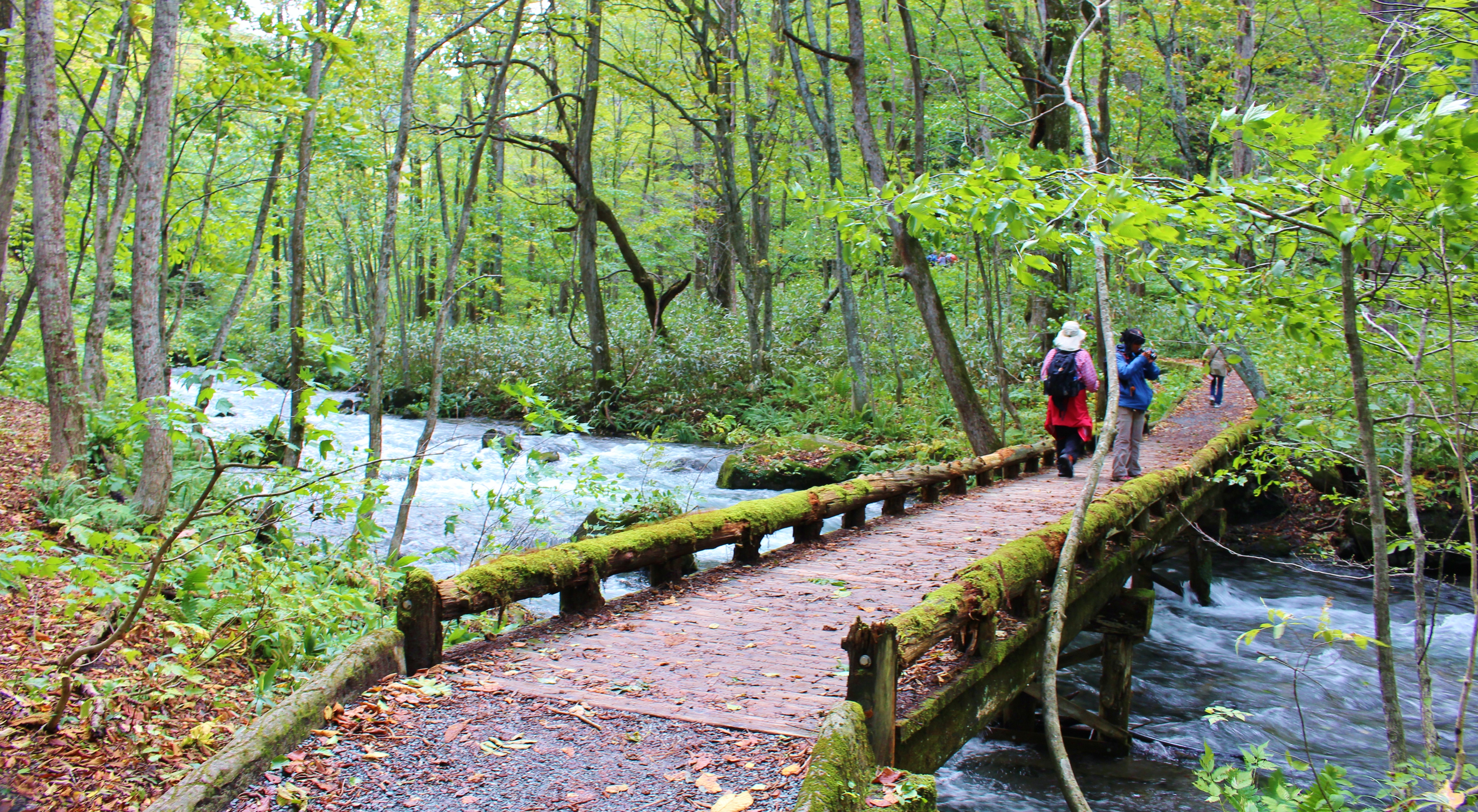
步道
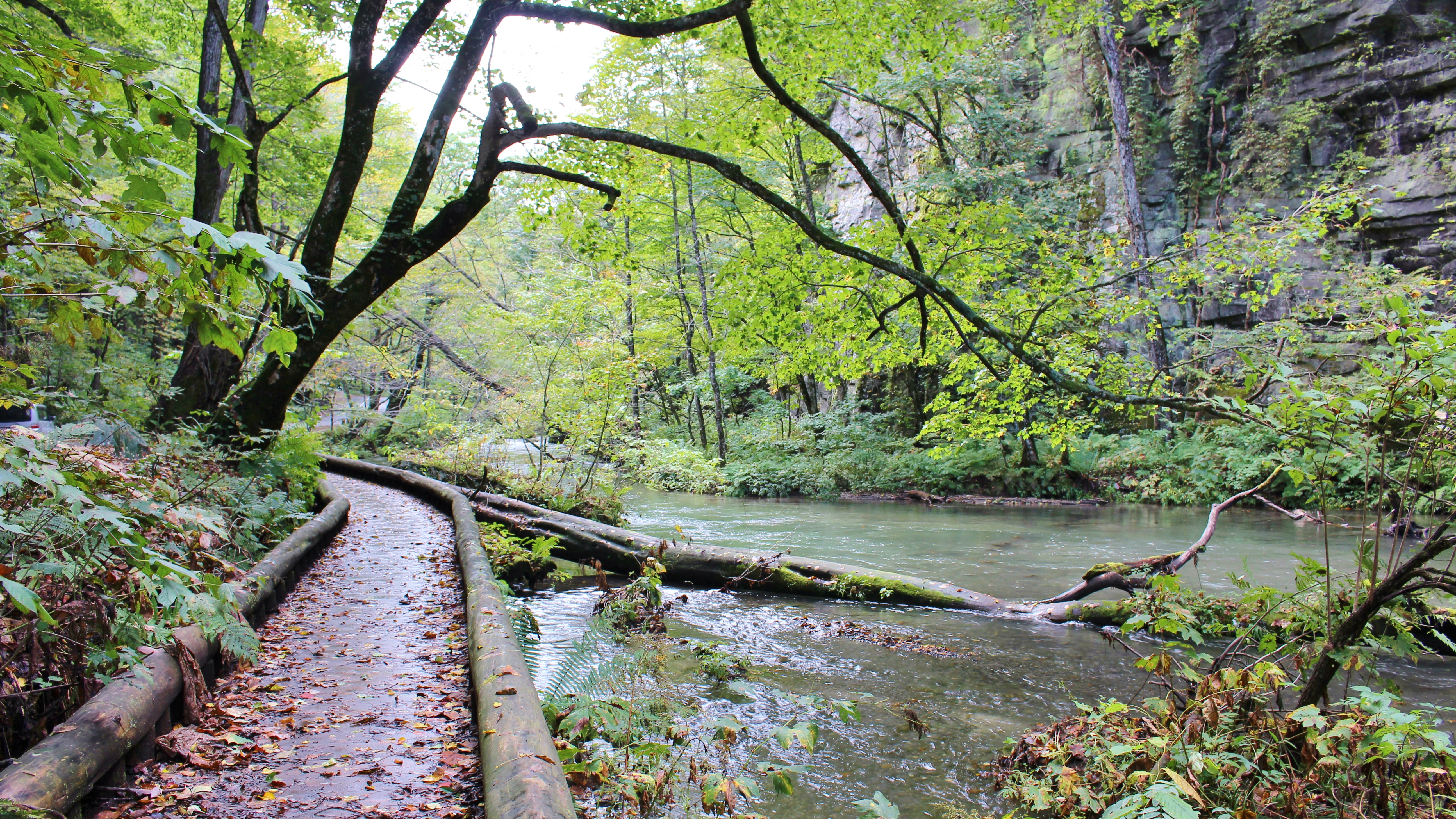
步道
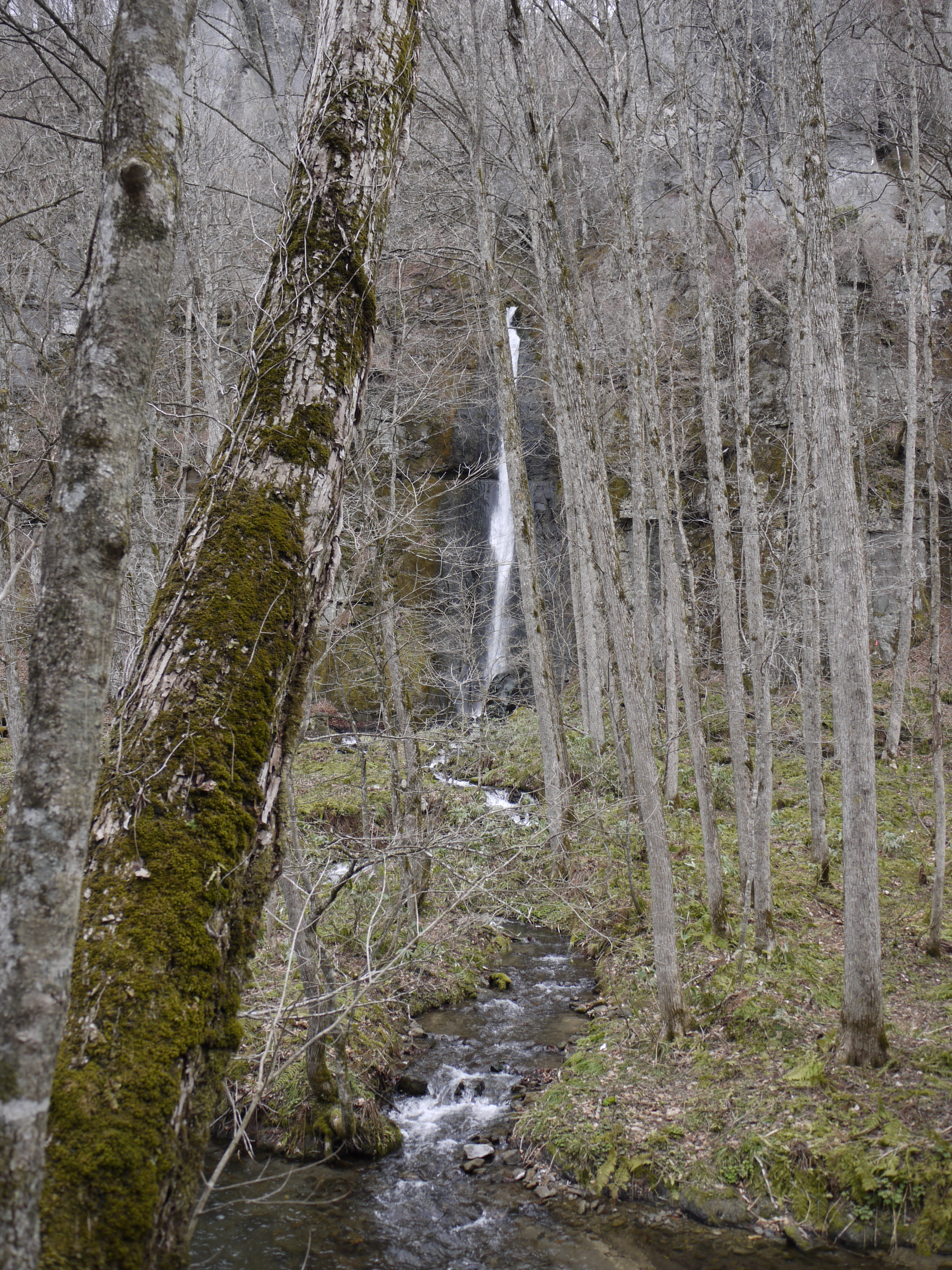
白布瀑布
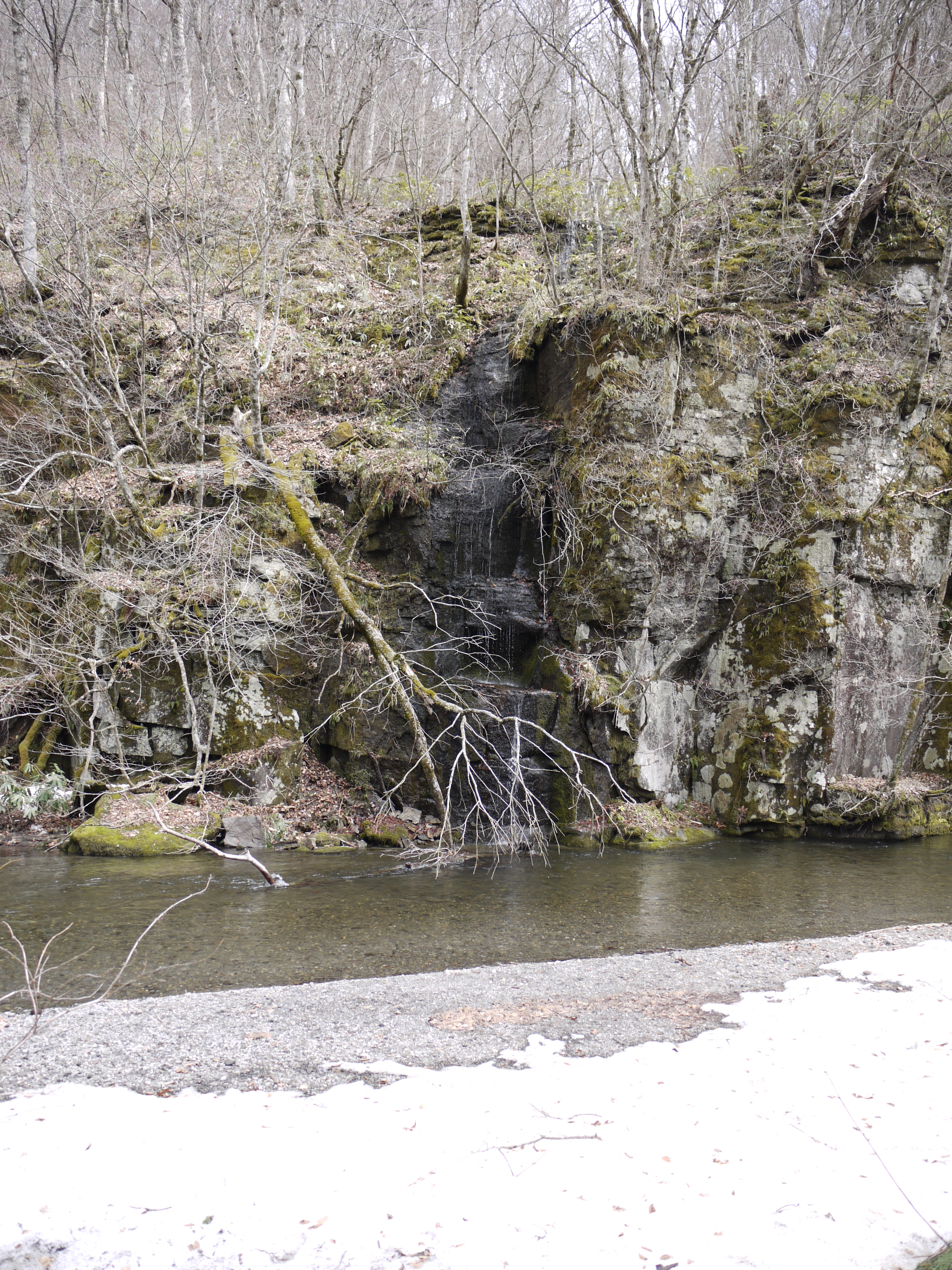
千筋瀑布

- 馬門岩
- 屏風岩
- 石戶之瀨
- 三亂之流
- 紫明溪

- 銚子大瀑布
- 阿修羅之流
- 雲井瀑布
- 石戶
- 步道
- 步道
- 白布瀑布
- 千筋瀑布

## 文化財

### 國家特別名勝、天然紀念物
- 十和田湖與奥入瀨溪流 - 1928年（昭和3年）4月12日指定為名勝及天然紀念物，1952年（昭和27年）3月29日變更為特別名勝及天然紀念物[11]。

## 資料來源
1. 1 2  . 一般社団法人 十和田湖国立公園協会.   [2022-11-15]. （原始内容存档于2022-11-15）.
2. 1 2 3  奥入瀬ビジョン～世界に誇れる奥入瀬を目指して～ （页面存档备份，存于） 青森県 奥入瀬渓流利活用検討委員会
3. 1 2 3 4 5  1.奥入瀬エリア （页面存档备份，存于） 青森県上北地域県民局
4. 1 2  . 青森県 県土整備部 道路課.   [2022-11-15]. （原始内容存档于2022-11-15）.
5. 1 2 3 4 5 6 7 8 9  . 青森県 県土整備部 道路課.   [2022-11-15]. （原始内容存档于2022-11-15）.
6. 1 2 3 4 5   (PDF). 十和田市役所: 4.   [2022-11-15]. （原始内容存档 (PDF)于2022-11-19）.
7. 1 2 3 4 5  . 青森県 県土整備部 道路課.   [2022-11-15]. （原始内容存档于2023-03-06）.
8. ↑  . 日本蘚苔類学会.   [2022-11-15]. （原始内容存档于2022-11-15）.
9. 1 2 3  . 青森県 県土整備部 道路課.   [2022-11-15]. （原始内容存档于2022-11-15）.
10. 1 2   (PDF). 東北電力.   [2022-11-15]. （原始内容存档 (PDF)于2022-10-31）.
11. ↑  . 青森県庁.   [2022-11-15]. （原始内容存档于2022-11-15）.

## 關連項目
- 日本紅葉名所100選

## 外部連結
- 十和田湖奥入瀨觀光志工會 （页面存档备份，存于）
- 十和田湖、奥入瀨溪流的魅力 （页面存档备份，存于） - -十和田湖國立公園協會
  - 奥入瀨溪流～子之口 （页面存档备份，存于）
- 奥入瀨溪流 VR WEBSITE （页面存档备份，存于） - -十和田市觀光協會
- 十和田八幡平國立公園 （页面存档备份，存于） - 環境省

40°31′31″N 140°58′28.2″E / 40.52528°N 140.974500°E